# No more (Neil Young)
No more is een lied van Neil Young. Hij bracht het in 1989 als promo-versie uit op een cd-single met een tweede, extra versie die uit het programma Saturday Night Live voortkwam. Ondanks dat er geen commerciële versie uitkwam, bereikte het lied nummer 7 van de rocklijst van Billboard. Daarnaast bracht hij het dat jaar uit op zijn album Freedom.
Samen met de elpee Tonight's the night wordt Freedom wel als een van de donkerste albums uit de loopbaan van Young beschouwd. Beide albums bevatten veel nummers over de ups en downs van de drugscultuur. Hoe donker ook, wordt dit anti-drugslied – naast bijvoorbeeld The needle and the damage done – gerekend tot zijn beste werk in dit genre.
In het lied zingt Young over een drugsverslaafde. Die onderzoekt allerlei drugs en probeert zo uit te vinden welke drugs juist zijn. Hij weet echter niet via welke weg hij het vinden moet. Hij zoekt het in kwantiteit en kwaliteit en begrijpt niet waar de eerdere magie is gebleven.